# Chiesa di San Martino di Tours (Alpignano)
La chiesa di San Martino di Tours è un importante luogo di culto cattolico di Alpignano, in provincia di Torino, sede dell'omonima parrocchia dell'arcidiocesi di Torino.

## Storia e descrizione

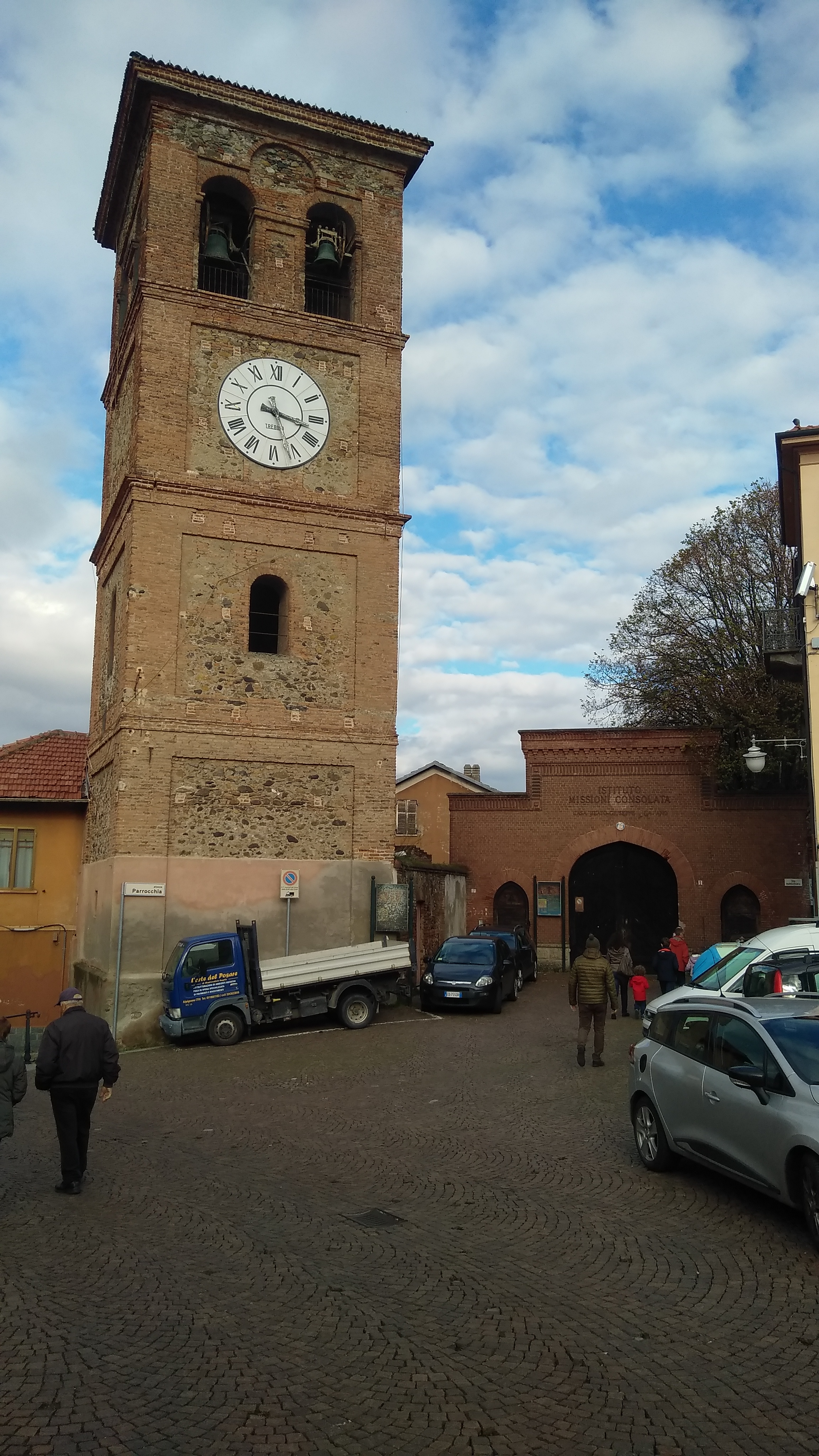
La torre campanaria

L'attuale chiesa è il rifacimento di una chiesa del secolo precedente, venne edificata nel 1695 grazie al potente influsso della Confraternita di Santa Croce, ma soltanto nel 1807 fu restaurata ed ampliata e convertita in parrocchia. Al suo interno sono conservate una pregevole Madonna, opera di Stefano Maria Clemente, ed un Crocifisso in legno del XVIII secolo, realizzato dallo scultore Carlo Giuseppe Plura, dono di Vincenzo Revelli. Il medaglione centrale della volta, rappresentante la Vergine e i due patroni di Alpignano San Giacomo e San Martino, venne realizzato, verso la metà del XIX secolo, da un allievo del Revelli, Giovanni Enea Coda. Pregevole è pure il paliotto d'altare in stuccoforte del XVIII secolo, attribuibile da un punto di vista stilistico alla scuola ligure, rappresentante San Martino di Tours. Tale paliotto originariamente apparteneva al patrimonio dell'antica parrocchia dedicata a San Martino, ora Cappella dei Caduti, una piccola chiesa in stile romanico, citata per la prima volta nel 1031 in un documento dell'Abbazia della Novalesa.
La chiesa fu costruita ed ingrandita in distinti momenti; il campanile è la parte più antica, mentre ad epoche successive risale la cappella laterale con le sue arcate a sesto acuto che poggiano su monumentali pilastri cilindrici. La chiesetta ha subito nel tempo restauri incongrui che ne hanno di fatto snaturato il carattere primitivo.
A breve distanza dalla chiesa una torre in laterizio di origine medioevale è stata adattata a campanile.
L'organo a canne della chiesa è stato costruito nel 1903 da Achille Baldi ed è racchiuso entro una cassa neoclassica. A trasmissione mista, meccanica per i manuali, pneumatico-tubolare per i registri, ha due tastiere di 58 note ciascuna e pedaliera dritta di 27 note.